# Lori Melien
Lori Melien   (Calgary, 11 de maig de 1972) és una nedadora canadenca, ja retirada, especialista en esquena, que va competir durant la dècada de 1980.
El 1988 va prendre part en els Jocs Olímpics d'Estiu de Seül on va disputar tres proves del programa de natació. Fent equip amb Allison Higson, Jane Kerr i Andrea Nugent guanyà la medalla de bronze en els 4x100 metres estils, mentre en els 100 i 200 metres esquena quedà eliminada en sèries.
En el seu palmarès també destaquen una medalla de plata i una de bronze als Campionats de Natació Pan Pacific de 1985 i 1987, una de bronze als Jocs de la Commonwealth de 1990 i una de plata a les Universíades de 1993.
Una cop retirada passà a exercir d'entrenadora de natació.